# 浙江片氏
浙江片氏（チョルガンピョンし、절강편씨）は、朝鮮の氏族の一つ。本貫は中華人民共和国浙江省である。2015年の調査では9,412人である。
始祖は、中国明の漁陽摠節使の片碣頌。丁酉再乱の際に、経略都督として李氏朝鮮に出兵したが、姦臣の罪により帰国することができず、李氏朝鮮に帰化した。その知らせを聞いた息子3兄弟が李氏朝鮮に赴き、全羅道羅州に定着し、片碣頌の出身地の浙江省を本貫にして浙江片氏を創始した。